# Sanctuaire Saint-Jean-Népomucène-Neumann de Philadelphie
Cet article concerne l’église catholique. Pour l’église Saint-Pierre épiscopalienne, voir église Saint-Pierre de Philadelphie. Pour les autres églises homonymes, voir église Saint-Pierre.
L’église Saint-Pierre-Apôtre de Philadelphie, plus connue en tant que sanctuaire Saint-Jean-Népomucène-Neumann, est une église située à Philadelphie dans l’État de Pennsylvanie aux États-Unis, que l’Église catholique rattache à l’archidiocèse de Philadelphie. L’église est dédiée à saint Pierre, mais héberge en relique le corps de Jean Népomucène Neumann, premier Américain canonisé ; la Conférence des évêques catholiques des États-Unis l’a déclaré pour cette raison sanctuaire national.